# Qualificazioni al campionato europeo femminile di calcio 2009 - Fase a gironi, gruppo 5
Il gruppo 5 delle qualificazioni al campionato europeo femminile di calcio 2009 è composto da cinque squadre: Danimarca, Portogallo, Scozia, Slovacchia e Ucraina.

## Classifica
| Pos | Squadra    | Pt | G | V | N | P | GF | GS | DR  |
| --- | ---------- | -- | - | - | - | - | -- | -- | --- |
| 1.  | Danimarca  | 21 | 8 | 7 | 0 | 1 | 23 | 5  | +18 |
| 2.  | Ucraina    | 19 | 8 | 6 | 1 | 1 | 15 | 3  | +12 |
| 3.  | Scozia     | 10 | 8 | 3 | 1 | 4 | 15 | 7  | +8  |
| 4.  | Slovacchia | 6  | 8 | 2 | 0 | 6 | 5  | 29 | -24 |
| 5.  | Portogallo | 2  | 8 | 0 | 2 | 6 | 4  | 18 | -14 |

Danimarca qualificata. Ucraina e Scozia ai playoff.

### Risultati
| Arbitro: | Ilonka Milanova Djaleva |

|                           |           |                      |
| Lukácsová 68’ (rig.), 71’ | Marcatori | Zubková 90+4’ (aut.) |

| Perth 6 maggio 2007, ore 15:00 CEST | Scozia                | 0 – 0 referto | Portogallo | McDiarmid Park\| Arbitro: \| Nadezhda Ulyanovskaya \| |
| Arbitro:                            | Nadezhda Ulyanovskaya |               |            |                                                       |

| Arbitro: | Paloma Quintero Siles |

|  |           |                                                    |
|  | Marcatori | 5’ Djatel 16’ Pekur 38’ Apanaščenko 79’ Chodyrjeva |

| Arbitro: | Snježana Fočić |

|                        |           |              |
| 44’ Zinčenko 67’ Čorna | Marcatori | Fleeting 68’ |

| Arbitro: | Caroline de Boeck |

|                                                             |           |  |
| Friško 2’, 53’ Zinčenko 16’ (rig.) Pekur 26’ Chodyrjeva 47’ | Marcatori |  |

| Arbitro: | Bibiana Steinhaus |

|  |           |                                 |
|  | Marcatori | 2’ Kerr 16’ Hamill 71’ Fleeting |

| Arbitro: | Efthalia Mitsi |

|                                                      |           |               |
| M. Pedersen 40’, 82’ Pape 51’, 71’ Sand Andersen 60’ | Marcatori | 41’ Fernandes |

| Arbitro: | Anouk de Jong |

|  |           |                 |
|  | Marcatori | 62’ M. Pedersen |

| Arbitro: | Lena Arwedahl |

|  |           |              |
|  | Marcatori | 11’ Budošová |

| Arbitro: | Kirsi Heikkinen |

|  |           |              |
|  | Marcatori | 70’ Zinčenko |

| Arbitro: | Hilda McDermott |

|             |           |                                 |
| Zubková 70’ | Marcatori | 6’, 55’ Pape 16’, 47’ Rasmussen |

| Arbitro: | Silvia Tea Spinelli |

|                                  |           |             |
| Sand Andersen 50’ M Pedersen 67’ | Marcatori | 28’ Sneddon |

| Arbitro: | Sabine Bonnin |

|               |           |                                           |
| Fernandes 44’ | Marcatori | 12’ Beattie 20’, 25’, 38’ (rig.) Fleeting |

| Arbitro: | Gordana Kuzmanović |

|  |           |                                             |
|  | Marcatori | 18’ Rasmussen 53’ Pape 71’, 78’ M. Pedersen |

| Arbitro: | Natalia Avdonchenko |

|                                                        |           |               |
| Andersen 25’ M. Pedersen 35’, 62’, 90+1’ Pape 61’, 81’ | Marcatori | 44’ Lukácsová |

| Arbitro: | Tanja Schett |

|  |           |                |
|  | Marcatori | 9’ Apanaščenko |

| Arbitro: | Dagmar Damková |

|                 |           |  |
| Apanaščenko 28’ | Marcatori |  |

| Arbitro: | Bibiana Steinhaus |

|                |           |                 |
| Suchorukova 6’ | Marcatori | 45+1’ Fernandes |

| Arbitro: | Cristina Dorcioman |

|                                                               |           |  |
| Beattie 26’ Fleeting 32’, 68’ Hamill 38’ Little 51’ Grant 86’ | Marcatori |  |

| Arbitro: | Nicole Petignat |

|                 |           |  |
| M. Pedersen 63’ | Marcatori |  |

## Statistiche

### Classifica marcatrici
10 reti
- Merete Pedersen

7 reti
- Maiken Pape
- Julie Fleeting (1 rig.)

3 reti
- Camilla Sand Andersen
- Johanna Rasmussen

- Edite Fernandes
- Marcela Lukácsová (1 rig.)

- Daryna Apanaščenko
- Natalija Zinčenko (1 rig.)

2 reti
- Jennifer Beattie
- Pauline Hamill

- Olena Chodyrjeva
- Svitlana Friško

- Ljudmyla Pekur

1 rete
- Suzanne Grant
- Kim Little
- Shelley Kerr

- Megan Sneddon
- Andrea Budošová
- Maria Zubková

- Tetjana Čorna
- Vira Djatel
- Natalija Suchorukova

1 autorete
- Maria Zubková (a favore del Portogallo)